# Cappella gentilizia
Con il termine cappella gentilizia, in generale, si designa una piccola struttura di culto commissionata da una certa famiglia. 
Questa struttura oggigiorno si trova principalmente nei cimiteri come luogo di sepoltura, ed è perciò anche definibile come cappella privata. In passato molto spesso questi luoghi di culto non erano isolati, ma anzi sorgevano a ridosso dei castelli, delle ville e in generale delle dimore delle famiglie nobiliari, fungendo prima di tutto da oratori per la preghiera e per le celebrazioni eucaristiche; inoltre potevano essere usati come luogo di sepoltura per i membri della famiglia. 
Le cappelle gentilizie, perciò, si possono paragonare agli oratori (dal latino orare, che significa "pregare").